# Grosotto
Grosotto – miejscowość i gmina we Włoszech, w regionie Lombardia, w prowincji Sondrio.
Według danych na rok 2004 gminę zamieszkiwało 1689 osób, 31,9 os./km².